# Čokoladna brda
Čokoladna brda je geološka formacija u Filipinima.  Postoji najmanje 1260 brda, ali postoji mnogo manjih brda njih 1776 na površini od 50 četvornih kilometara. Brda su obrasla zelenom travom koja se tijekom sušne sezone osuši te brda poprime boju čokolade.
Čokoladna brda su poznata turistička atrakcija u provinciji Bohol. Ona se nalaze na provincijskoj zastavi i pečatu te simboliziraju obilje prirodnih atrakcija u provinciji. Predložena su za uključivanje na listu svjetske baštine UNESCO-a.
Vegetacijom brda dominiraju trave vrsta, kao što su Imperata cylindrica i Saccharum spontaneum. Nekoliko ih je prekriveno glavočikama i papratima. Između brda, je ravna zemlja na kojoj se uzgaja riža i drugi usjevi. Prirodna vegetacija brda ugrožena je kamenolomima.
Čokoladna brda su konusna krška brda slične onima koja se nalaze u vapnenačkim regijama u Sloveniji, Hrvatskoj, sjevernom Portoriku i Kubi. 

## Galerija
- Čokoladna brda Nacionalni geološki spomenik
- Panoramski pogled na brda.
- Čokoladna brda

## Vanjske poveznice
- UNESCO-ova Svjetska baština